# Aqel Biltaji
 (juin 2025).
 (septembre 2021).
Aqel Biltaji (arabe : عقل بلتاجي; (né le 10 février 1941 et mort le 28 février 2021) est un homme politique jordianien, qui fut maire de la ville d'Amman.

## Carrière
Biltaji a été nommé par le gouvernement maire de la Municipalité du Grand Amman en septembre 2013, de cette date à août 2017. Il a occupé plusieurs postes au cours de sa vie, au sein de la Royal Jordanian Airlines et surtout comme ministre du tourisme et conseiller touristique du Roi Abdallah II et comme chef du conseil municipal d'Aqaba. De 2002 à 2004, il a été le premier commissaire en chef de la toute nouvelle Aqaba Special Economic Zone.

## Décès
Le 28 février 2021, Biltaji est décédé de complications liées au COVID-19 lors de la Pandémie de Covid-19 en Jordanie.